# ماریا کورولوا
ماریا کورولوا (روسی: Мария Викторовна Королева؛ زادهٔ ۱۶ اکتبر ۱۹۷۴) بازیکن واترپلو اهل روسیه است.